# Orlando Antonini
Orlando Antonini (* 15. Oktober 1944 in Villa Sant’Angelo, Provinz L’Aquila, Italien) ist ein italienischer Geistlicher, emeritierter römisch-katholischer Erzbischof und Diplomat des Heiligen Stuhls.

## Leben
Orlando Antonini empfing am 29. Juni 1968 durch Erzbischof Costantino Stella das Sakrament der Priesterweihe für das Erzbistum L’Aquila. Er wurde im Fach Kirchenrecht promoviert.
Am 25. März 1980 trat Orlando Antonini in den diplomatischen Dienst des Heiligen Stuhls ein. Er war in den Apostolischen Nuntiaturen in Bangladesch, Madagaskar, Syrien, Chile, in den Niederlanden und in Frankreich sowie im Staatssekretariat tätig. Papst Johannes Paul II. verlieh ihm am 15. Juni 1994 den Titel Ehrenprälat Seiner Heiligkeit.
Am 24. Juli 1999 ernannte ihn Johannes Paul II. zum Titularerzbischof von Formiae und bestellte ihn zum Apostolischen Nuntius in Sambia und Malawi. Die Bischofsweihe spendete ihm am 11. September 1999 Kardinalstaatssekretär Angelo Sodano; Mitkonsekratoren waren der Erzbischof von L’Aquila, Giuseppe Molinari, und der beigeordnete Sekretär  der Kongregation für die Evangelisierung der Völker, Kurienerzbischof Charles Asa Schleck CSC. Papst Benedikt XVI. ernannte ihn am 16. November 2005 zum Apostolischen Nuntius in Paraguay und am 8. August 2009 zum Apostolischen Nuntius in Serbien. Zum 30. September 2015 trat er in den Ruhestand.